# Агдестейн, Симен
Симен Агдестейн (встречается транскрипция Агдештейн, Огдестейн; норв. Simen Agdestein; род. 15 мая 1967, Аскер, Акерсхус) — норвежский шахматист, гроссмейстер (1985) и футболист. Девятикратный чемпион Норвегии по шахматам, бывший тренер 16-го чемпиона мира Магнуса Карлсена, автор множества шахматных книг. В составе сборной Норвегии по шахматам — участник девяти Всемирных олимпиад с 1982 по 2014 год. В 1988—1989 годах вошёл в состав сборной Норвегии по футболу.

## Биография
Агдестейн с детства много занимался шахматами с отцом и тремя братьями. В 1982 году в 15 лет стал самым молодым чемпионом Норвегии в истории, в будущем выигрывал чемпионат ещё 8 раз (1986, 1988, 1989, 2002, 2005, 2022, 2023). В том же году дебютировал на Шахматной олимпиаде, где показал лучший индивидуальный результат на 4-й доске. 
С середины 1980-х годов Агдестейн постоянно участвует в крупных международных турнирах. В 1983 году на турнире в Йёвике победил экс-чемпиона мира Бориса Спасского. В 1985 году занял 6-е место на межзональном турнире и стал первым в истории Норвегии гроссмейстером. В 1986 году занял 2-е место на чемпионате мира среди участников до 20 лет.
Также с середины 80-х Агдестейн играл в футбол в клубе второго норвежского дивизиона «Люн», совмещая футбол с шахматами (для участия в турнирах он покидал расположение команды) и учёбой на социолога в Университете Осло. 
В 1988—1989 годах Агдестейн входил в состав норвежской национальной футбольной сборной, провёл 8 матчей за сборную Норвегии и забил один гол. Одновременно с этим в 1989 году он достиг 16-го места в мировом шахматном рейтинге и стал лучшим игроком Скандинавии. Футбольная карьера Агдестейна закончилась в 1992 году из-за повторного разрыва связок. Шахматные результаты в 1990-х тоже пошли на спад, приоритетом стала учёба (в 1995 году Агдестейн получил учёную степень Cand.polit.).
В 1997 году Агдестейн издал шахматный учебник, в следующем году основал шахматную школу в Беруме. Одним из тех, кто занимался в Беруме под руководством Агдестейна, был будущий чемпион мира Карлсен. Позднее брат Симена Эспен стал менеджером Карлсена, а Симен написал биографию чемпиона мира.
В 1999 году Агдестейн победил в опен-турнире в Каппель-ла-Гранде, в 2003 году — выиграл турнир на острове Мэн. В 2014 году сыграл в супертурнире Ставангер 2014, но занял последнее — 10-е — место, проиграв 2 партии.

## Футбольная статистика

### Выступления за клубы
| Клубная карьера  | Клубная карьера  | Клубная карьера  | Лига | Лига | Кубки          | Кубки          | Всего | Всего |
| Сезон            | Клуб             | Лига             | Игры | Голы | Игры           | Голы           | Игры  | Голы  |
| Норвегия         | Норвегия         | Норвегия         | Лига | Лига | Кубок Норвегии | Кубок Норвегии | Всего | Всего |
| ---------------- | ---------------- | ---------------- | ---- | ---- | -------------- | -------------- | ----- | ----- |
| 1984             | Люн              |                  | 2    | 0    | -              | -              | 2     | 0     |
| 1985             | Люн              |                  | 4    | 1    | -              | -              | 4     | 1     |
| 1986             | Люн              |                  | 4    | 1    | -              | -              | 4     | 1     |
| 1987             | Люн              |                  | 19   | 8    | -              | -              | 19    | 8     |
| 1988             | Люн              |                  | 17   | 13   | 1              | 0              | 18    | 13    |
| 1989             | Люн              |                  | 17   | 5    | -              | -              | 17    | 5     |
| 1990             | Люн              |                  | 17   | 8    | 3              | 0              | 20    | 8     |
| 1991             | Люн              | Первый дивизион  | 2    | 0    | -              | -              | 2     | 0     |
| 1992             | Люн              | Первый дивизион  | 10   | 1    | 2              | 6              | 12    | 7     |
| Всего            | Норвегия         | Норвегия         | 92   | 37   | 6              | 6              | 98    | 43    |
| Всего за карьеру | Всего за карьеру | Всего за карьеру | 92   | 37   | 6              | 6              | 98    | 43    |

### Матчи засборную Норвегии
| № | Дата            | Соперник     | Счёт | Голы Агдестейна | Соревнование                |
| 1 | 19 октября 1988 | Италия       | 1-2  | —               | Товарищеский матч           |
| 2 | 2 ноября 1988   | Кипр         | 3-0  | —               | Чемпионат мира 1990 (отбор) |
| 3 | 4 ноября 1988   | Чехословакия | 2-3  | 1               | Товарищеский матч           |
| 4 | 22 февраля 1989 | Греция       | 2-4  | —               | Товарищеский матч           |
| 5 | 21 мая 1989     | Кипр         | 3-1  | —               | Чемпионат мира 1990 (отбор) |
| 6 | 31 мая 1989     | Австрия      | 4-1  | —               | Товарищеский матч           |
| 7 | 14 июня 1989    | Югославия    | 1-2  | —               | Чемпионат мира 1990 (отбор) |
| 8 | 5 сентября 1989 | Франция      | 1-1  | —               | Чемпионат мира 1990 (отбор) |

Агдестейн сыграл 8 матчей, забив 1 гол. Результаты: 3 победы, 1 ничья, 4 проигрыша.